# Sportlaan (Hoeksche Waard)
De Sportlaan is een weg die Puttershoek en Maasdam, twee dorpen in de gemeente Hoeksche Waard, met elkaar verbindt, en bij Maasdam aansluit op de N217.
Een deel van deze weg (van de Groeneweg tot de aansluiting met de N217) is enkele jaren genummerd geweest als provinciale weg 490 (N490). Bij de bouw van de nieuwbouwwijk De Grienden is het grootste deel van dat weggedeelte binnen de komgrens van Puttershoek komen vallen en sindsdien zijn alle hectometerpaaltjes en andere verwijzingen naar het nummer N490 verdwenen. Tegenwoordig is de weg dan ook  in handen van de gemeente.
Zoals de naam al suggereert bevinden zich enkele sportvoorzieningen langs de weg. Ook het gemeentehuis van de voormalige gemeente Binnenmaas is hier te vinden.

## Snelheid
De snelheidslimiet is op het traject tussen de Kastanjelaan en net na de rotonde met de Barbarakruid 50 km/u. Na het uitrijden van de bebouwde kom wordt de weg een 60 km/u weg tot de rotonde met de N217.
N23 · N194 · N196 · N197 · N198 · N199 · N200 · N201 · N202 · N203 · N204 · N205 · N206 · N207 · N208 · N209 · N210 · N211 · N212 · N213 · N214 · N215 · N216 · N217 · N218 · N219 · N220 · N221 · N222 · N223 · N224 · N225 · N226 · N227 · N228 · N229 · N230 · N231 · N232 · N233 · N234 · N235 · N236 · N237 · N238 · N239 · N240 · N241 · N242 · N243 · N244 · N245 · N246 · N247 · N248 · N249 · N250 · N307

N401 · N402 · N403 · N404 · N405 · N406 · N407 · N408 · N409 · N410 · N411 · N412 · N413 · N414 · N415 · N416 · N417 · N418 · N419 · N420 · N421 · N439 · N440 · N441 · N442 · N443 · N444 · N445 · N446 · N447 · N448 · N449 · N450 · N451 · N452 · N453 · N454 · N455 · N456 · N457 · N458 · N459 · N460 · N461 · N462 · N463 · N464 · N465 · N466 · N467 · N468 · N469 · N470 · N471 · N472 · N473 · N474 · N475 · N476 · N477 · N478 · N479 · N480 · N481 · N482 · N483 · N484 · N487 · N488 · N489 · N490 · N491 · N492 · N493 · N494 · N495 · N496 · N497 · N498 · N501 · N502 · N503 · N504 · N505 · N505 (Andijk) · N506 · N507 · N508 · N509 · N510 · N511 · N512 · N513 · N514 · N515 · N516 · N517 · N518 · N519 · N520 · N521 · N522 · N523 · N524 · N525 · N526 · N527 · N806 · N830 · N848

Cursief vermelde wegen zijn voormalige Provinciale wegen